# Kinderstadt Mestečko

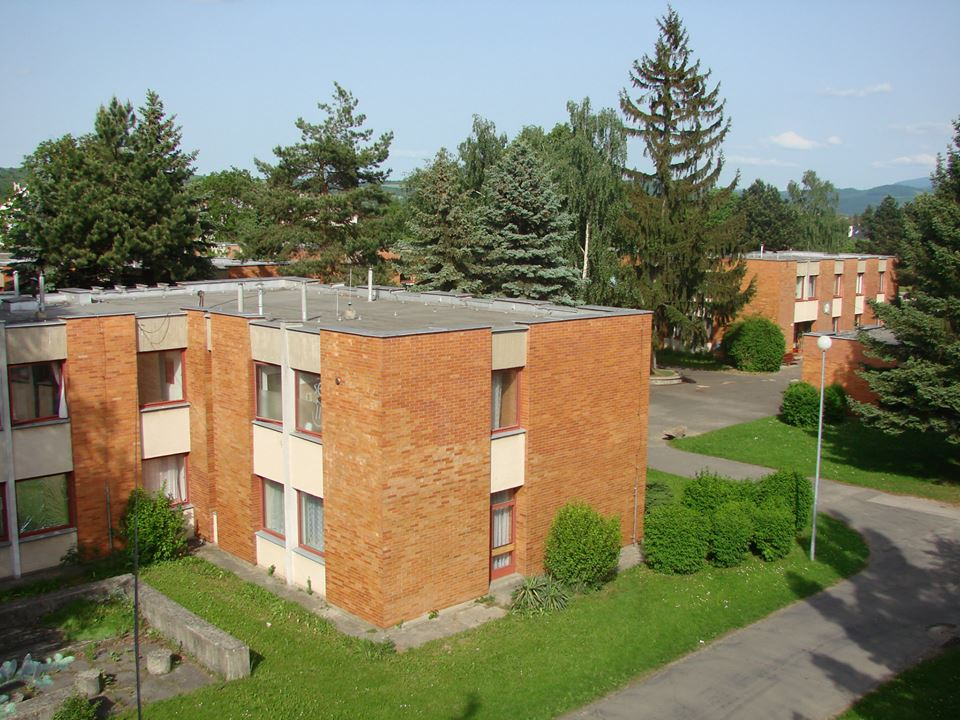
Areal der Kinderstadt

Die Kinderstadt Mestečko (slowakisch Detské mestečko), (auch Kinderstadt Trentschin oder Kinderstadt Trenčín-Zlatovce) wurde Mitte der 1960er Jahre als alternatives Konzept zu klassischen Kinderheimen entwickelt. Der Bau begann 1968 und wurde 1974 abgeschlossen – eine vergleichsweise lange Bauzeit selbst für die damaligen Verhältnisse. Ursprünglich sollten fünf Kinderstädte errichtet werden, jedoch wurde nur die Anlage in Zlatovce, heute ein Stadtteil von Trenčín, realisiert. Die Errichtung kostete damals 89 Millionen Kronen.

## Geschichte
Die Idee zur Kinderstadt entstand 1965 auf Initiative des Kreis-Nationalkomitees unter der Leitung von Štefan Rehák. Als Inspiration diente ein ähnliches Heim für verwaiste Kinder im ungarischen Fót. Am 12. Januar 1966 wurde die endgültige Entscheidung für den Bau in Zlatovce getroffen. Der Grundstein wurde am 21. Dezember 1968 gelegt, woran eine Gedenktafel an der Grundschule nahe der Kinderstadt erinnert.
Der Betriebsbeginn der Kinderstadt wurde am 1. August 1973 offiziell aufgenommen. Der erste Schulleiter war der Pädagoge Dr. Viktor Chovanec. Am 24. August 1973 zogen die ersten 92 Kinder in die Kinderstadt ein, und am 1. September 1973 wurden eine Grundschule, ein Kindergarten, eine Schulkantine, eine Mehrzweckhalle, eine Turnhalle sowie die ersten Familienhäuser eröffnet. Bis August 1974 folgten weitere Familienhäuser, sodass die Kinderstadt ab diesem Zeitpunkt vollständig in Betrieb war, betreut von 16 verheirateten Erzieherpaaren.
1975 wurde die Kinderstadt weiter ausgebaut. Milan Hegedüš wurde der erste Wirtschaftsdirektor (Prvý hospodár), Dušan Machunka war der erste Fahrer (Prvý šofér), und Miroslav Beták übernahm die Rolle des ersten Energieverantwortlichen (Prvý energetik). Diese Schlüsselpersonen trugen wesentlich zur Organisation und zum erfolgreichen Betrieb der Kinderstadt bei.

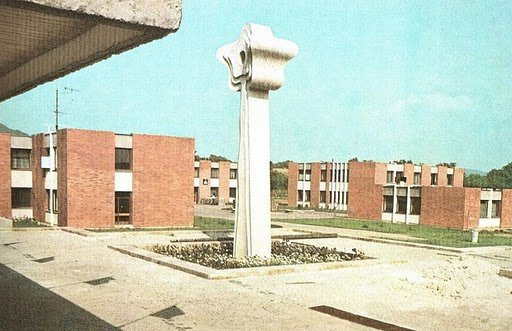
Damaliges Gelände der Kinderstadt

### Aktueller Status
Ab 2005 wurde die Heimerziehung in der Slowakei schrittweise durch Pflegefamilien ersetzt, wodurch die Kinderstadt weitgehend ungenutzt blieb. Das architektonische Ensemble ist jedoch weiterhin erhalten, wird jedoch in Trenčín kaum als Potenzial wahrgenommen. Der Verein For Maat setzt sich dafür ein, dies zu ändern, und hat zu diesem Zweck dort einen künstlerischen Workshop organisiert.
Im Jahr 2018 wurde die Kinderstadt als nationales Kulturdenkmal der Slowakei anerkannt. Dies ging auf die Initiative ehemaliger Bewohner zurück, darunter Branislav Ladický, der auch mehrere Bücher über das Projekt veröffentlicht hat.

## Struktur und Konzept
Der Impuls für die Schaffung des typologisch spezifischen Kinderstadt-Projekts in Zlatovce war die hohe Zahl an Waisenkindern sowie ein unzureichendes Netzwerk an Kinderheimen mit mangelnder Ausstattung. In Zusammenarbeit mit Experten aus Psychologie, Pädagogik und Soziologie entwickelten die Architekten Peter Brtko und Ľudovít Režucha eine neue Form der Betreuung und Unterbringung von verlassenen Kindern in Form künstlicher Familien.
Die Kinderstadt besteht aus einem Pavillon-Komplex mit 36 Gebäuden in einem offenen Grundriss. Im Zentrum befindet sich auf einer erhöhten Terrasse eine gemeinsame Einrichtung mit einem Heimverwaltungsbereich, einem Gesundheitszentrum, einer Mensa mit Küche, einer Turnhalle mit Schwimmbad und einem Gemeinschaftssaal. Zudem umfasst sie eine Grundschule mit 18 Klassen, Laboren, Sprachräumen und einer audiovisuellen Halle, die sowohl den Bewohnern der Kinderstadt als auch den Kindern von Zlatovce dient.
Der Wohnbereich ist in fünf Gruppen unterteilt, die jeweils aus vier zweigeschossigen Wohneinheiten und einstöckigen Clubhäusern bestehen. Wohneinheiten für Kinder im Alter von drei bis sechs Jahren sind für 20 Kinder ausgelegt, während andere 21 Kinder im Alter von sieben bis achtzehn Jahren aufnehmen. Jede Einheit verfügt über Kinderzimmer, ein Eltern-Apartment, ein Wohnzimmer, eine Küche und ein Badezimmer.

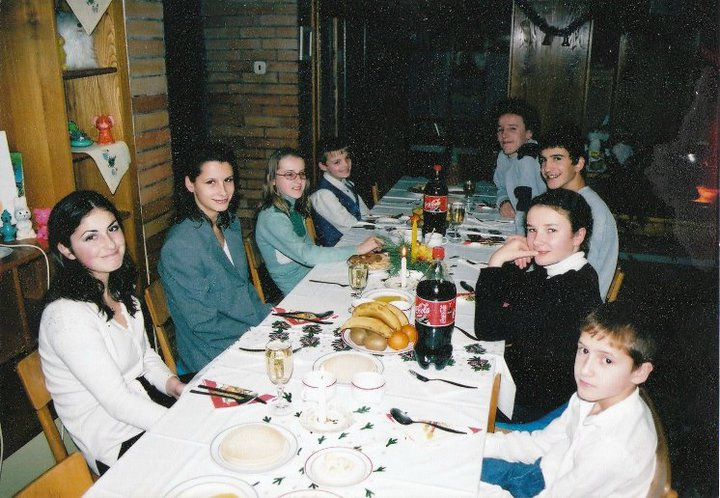
Aufnahme aus einem der Familienhäuser beim Weihnachtsessen

## Architektur
Die einheitliche architektonische Gestaltung des Areals wird durch die Materialwahl bestimmt. Eine Kombination aus Beton, roten Ziegeln, Travertin, Holz und Metall prägt das Erscheinungsbild. Die rohe Brutalität der Materialien wird durch begrünte Terrassen aufgelockert. Außenbereiche wie ein Amphitheater, Atrien und eine organisch geformte Statue von Karol Lacko ergänzen die Anlage.

## Vergleichbare Konzepte
Die pädagogischen Ideen hinter der Kinderstadt Mestečko weisen Ähnlichkeiten mit dem Konzept des Kinderheims A. S. Makarenko in der DDR auf. Das nach dem sowjetischen Pädagogen Anton Semjonowitsch Makarenko benannte Heim setzte auf kollektive Erziehung, Gemeinschaftsbildung und die Schaffung einer familienähnlichen Umgebung. Beide Ansätze verfolgten das Ziel, elternlosen Kindern ein stabiles und unterstützendes Umfeld zu bieten, in dem sie Verantwortung übernehmen und auf ein eigenständiges Leben vorbereitet werden konnten. Während das Kinderheim A. S. Makarenko stärker von Makarenkos Prinzipien der kollektiven Arbeit geprägt war, legte die Kinderstadt Mestečko besonderen Wert auf psychologische und soziologische Erkenntnisse der 1960er- und 1970er-Jahre, um die Lebensbedingungen für die Kinder möglichst realitätsnah zu gestalten.
Im Jahr 2024 besuchten ehemalige Heimkinder aus den größten sozialistischen Kinderheimen der DDR und Ungarns die slowakische Kinderstadt. Dieser Besuch unterstrich die historischen Verbindungen zwischen den verschiedenen Ansätzen der Heimerziehung im sozialistischen Raum und verdeutlichte die Gemeinsamkeiten sowie die Unterschiede in deren Konzepten.